# La Côte-en-Couzan
La Côte-en-Couzan är en kommun i departementet Loire i regionen Auvergne-Rhône-Alpes i centrala Frankrike. Kommunen ligger i kantonen Noirétable som tillhör arrondissementet Montbrison. År 2022 hade La Côte-en-Couzan 62 invånare.

## Befolkningsutveckling
Antalet invånare i kommunen La Côte-en-Couzan
| Referens: INSEE |